# Zjora Kryzjovnikov
Zjora Kryzjovnikov (russisk: Жо́ра Крыжо́вников) (født 14. februar 1979 i Sarov i Sovjetunionen) er en russisk filminstruktør og manuskriptforfatter.

## Filmografi
- Gorko! (Горько!, 2013)[1][2]
- Samyj lutjsjij den (Самый лучший день, 2015)
- Ljod 2 (Лёд 2, 2020)